# Dehault
Dehault é uma comuna francesa na região administrativa do País do Loire, no departamento de Sarthe. Estende-se por uma área de 9 km². Em 2010 a comuna tinha 275 habitantes (densidade: 30,6 hab./km²).